# Abdallah (Tintin)
Vous lisez un « bon article » labellisé en 2022.
Pour les articles homonymes, voir Abdallah.
Abdallah est un personnage de fiction des Aventures de Tintin, créé par Hergé. Il apparaît pour la première fois en 1949 dans la deuxième version de Tintin au pays de l'or noir. Âgé de 6 ans lors de cette première apparition, il est le fils de Mohammed Ben Kalish Ezab, l'émir du Khemed, un État fictif de la péninsule arabique. Le personnage d'Abdallah est inspiré physiquement de Fayçal II, qui accède au trône d'Irak en 1939, à l'âge de 3 ans.
Adulé par son père, qui le couvre d'éloges et de cadeaux, Abdallah est un enfant-roi insupportable et capable des pires bêtises. Personnage capricieux, il multiplie les farces et attrapes au détriment des autres, en premier lieu du capitaine Haddock, prêt à courir les dangers pour fuir sa présence. Le comportement d'Abdallah révèle l'impuissance de son père, incapable d'asseoir son autorité sur son fils comme sur son royaume.
Les nombreuses facéties d'Abdallah constituent l'un des principaux ressorts du comique hergéen dans les derniers albums de la série. Comme d'autres personnages secondaires, à l'image des Dupondt ou de Séraphin Lampion, il rend immédiatement divertissantes les scènes auxquelles il participe, notamment à travers le couple comique qu'il forme avec le capitaine, tour à tour attendri ou excédé par le comportement du jeune garçon, puis avec Nestor.
Abdallah se place enfin dans la longue tradition de personnages d'enfants qui peuplent la série, le sauvetage d'un enfant brusquement séparé de ses parents étant l'un des motifs narratifs les plus fréquemment utilisés par Hergé.

## Le personnage dans la série

### Identité et caractère

Le drapeau du Khemed.

Abdallah est le fils unique de l'émir Mohammed Ben Kalish Ezab, souverain de l'État fictif du Khemed, situé dans la péninsule arabique. Il vit avec son père dans son palais de Hasch El Hemm, situé à quelque distance de la capitale du royaume  Wadesdah. Aucune information n'est donnée sur sa mère.
Abdallah est le seul personnage de la série dont l'âge est connu : le lecteur apprend avant même sa première apparition dans Tintin au pays de l'or noir qu'il vient de fêter ses 6 ans. À cette occasion, son père lui a offert une Bugatti Type 52 de couleur rouge, une voiture électrique de sport pour enfant. Abdallah se révèle aussitôt comme un enfant capricieux et insupportable. Adulé par son père, qui multiplie les superlatifs à son égard, le jeune prince irrite pourtant les autres personnages par son caractère lunatique et ses multiples farces et attrapes.

### Sources d'inspiration

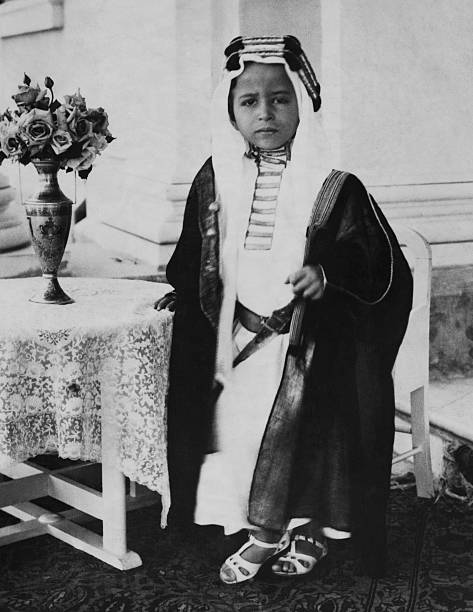
Fayçal II inspire le personnage d'Abdallah.

Pour dessiner son personnage, Hergé s'inspire d'une photographie publiée dans le National Geographic d'août 1941 du jeune roi d'Irak, Fayçal II, monté sur le trône à l'âge de 3 ans,,.
Le coloriste Guy Dessicy, membre des Studios Hergé, revendique avoir suggéré au dessinateur le caractère exécrable du jeune Abdallah après avoir lu le roman Martin Burney : boueux, boxeur et marchand d'oiseaux de O. Henry, dans lequel un enfant enlevé est tellement insupportable que ses ravisseurs sont prêts à payer les parents pour le leur rendre.

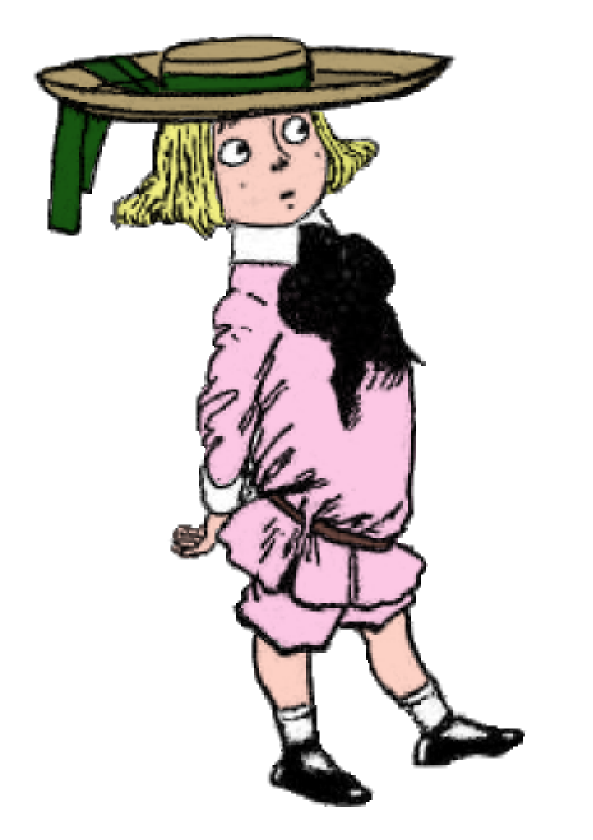
Le personnage de Buster Brown.

Il est probable également qu'Hergé s'inspire d'autres enfants-héros de la bande dessinée qu'il a découverts dans des magazines illustrés, comme le personnage de Buster Brown, un enfant farceur de la haute société américaine créé au début du XXe siècle par Richard Felton Outcault.
Mais l'œuvre de Hergé elle-même est l'une des principales sources des nombreux tours d'Abdallah : certains de ses gags sont tirés des aventures de Quick et Flupke, une autre série du dessinateur qui met en scène le quotidien de deux enfants bruxellois du quartier des Marolles. C'est le cas notamment du gag des cigares explosifs, déjà utilisé par Hergé dans une planche intitulée Un bon cœur.

### Apparitions dans les albums
Abdallah apparaît le 16 juin 1949 dans la quarantième planche de Tintin au pays de l'or noir, lors de la parution de la deuxième version de cette aventure dans le journal Tintin,,. C'est d'abord un portrait peint du jeune prince que le lecteur découvre : Abdallah venant d'être enlevé, Tintin demande à l'émir de lui présenter une image de son fils pour se lancer à sa recherche.
Quand le héros finit par le retrouver dans le repaire du Docteur Müller, appelé « professeur Smith » dans cet album, Abdallah ne se montre pas coopératif : Tintin est accueilli par un jet d'eau de Seltz, avant de glisser sur des patins à roulettes et d'être mordu jusqu'au sang par le prince dont les hurlements alertent les hommes de Müller. Hors de lui, Tintin lui administre une fessée qui s'avère inefficace : peu pressé de rentrer chez lui, Abdallah échappe à sa surveillance pour jouer au train. Il est de nouveau capturé par Müller qui l'entraîne en voiture dans sa fuite à travers le désert,. À la suite d'un énième caprice du jeune enfant, le véhicule fait une embardée. Sous la menace d'une arme, Müller s'empare de la voiture de Tintin et Haddock, lancés à sa poursuite, mais Abdallah se sauve de lui-même en sautant de l'automobile en marche. Il reçoit cependant une nouvelle fessée de la part du capitaine Haddock à qui il a jeté du sable dans les yeux. Pour autant, ramené chez son père, il refuse de quitter les bras du capitaine.

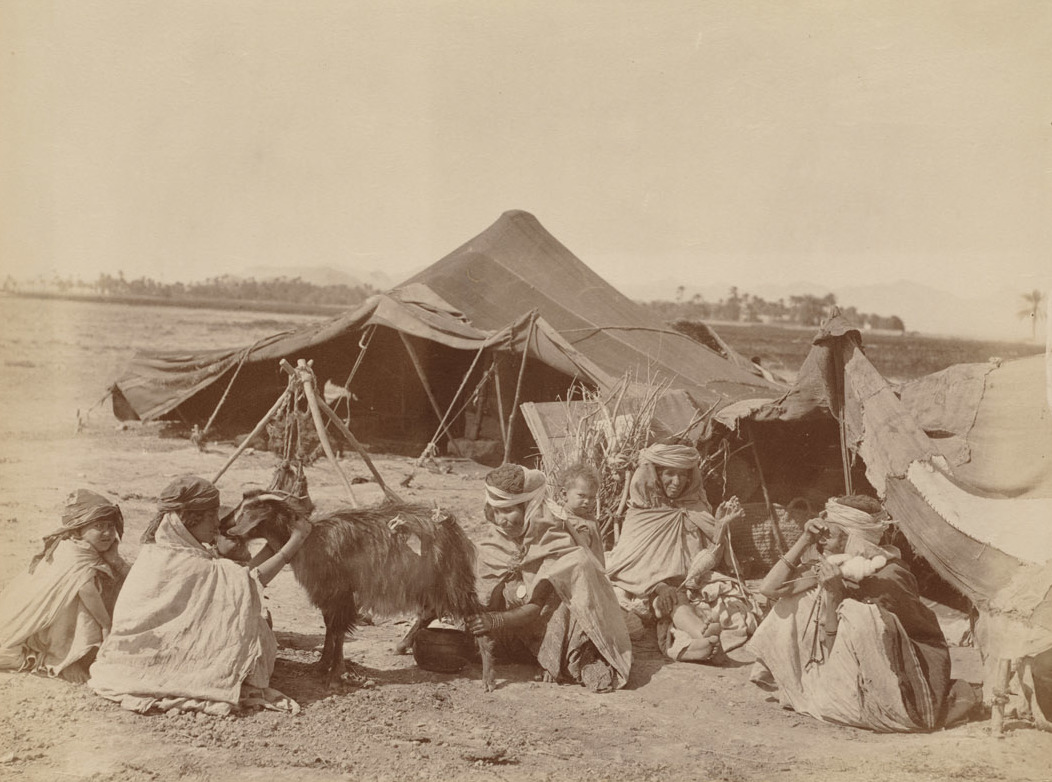
Un campement bédouin en 1958.

Abdallah réapparaît dans le dix-neuvième album de la série, Coke en stock, en 1958. L'émir Ben Kalish Ezab, sous la menace d'une insurrection, l'éloigne du Khemed et l'envoie au château de Moulinsart pour le placer sous la sécurité de Tintin et Haddock. Ces derniers l'apprennent par surprise, au retour du cinéma : non seulement le jeune garçon multiplie les plaisanteries au détriment de ses hôtes, mais il est venu accompagné de sa suite qui a installé son campement de bédouin dans le grand salon du château. Exaspérés, Tintin et Haddock acceptent de rejoindre le Khemed pour fuir les méfaits du jeune prince.
Resté à Moulinsart, Abdallah apparaît peu dans la suite de l'album, mais Tintin et le capitaine reçoivent de ses nouvelles par l'intermédiaire de Nestor et du professeur Tournesol qui témoignent des souffrances qu'il leur inflige. Quand l'aventure se termine et que les héros rentrent au château, le jeune prince a finalement fait le chemin inverse, non sans laisser un message d'adieu au capitaine, ainsi qu'un pétard sur son fauteuil. Nestor, éprouvé par le séjour du garnement, apparaît fortement amaigri.
Abdallah est également cité dans Objectif Lune et Tintin au Tibet, et devait figurer dans Tintin et l'Alph-Art, album inachevé en raison de la mort d'Hergé en 1983.

## Analyse

### Un personnage irresponsable et irrespectueux
L'historien de la bande dessinée Thierry Groensteen décrit le personnage d'Abdallah comme « possédé par le démon de la farce » et voit en lui un symbole de l'anarchie, dans une sorte de « quintessence de l'irrespect et de l'irresponsabilité infantile ». Le jeune garçon ne prend rien ni personne au sérieux, et sa captivité dans Tintin au pays de l'or noir n'est finalement qu'un jeu.
Comme le souligne Renaud Nattiez, si les personnages d'enfants sont nombreux dans la série, Abdallah est « le seul […] à susciter l'impatience et même une relative violence de la part de Tintin », qui finit par lui administrer une fessée quand ce dernier refuse de le suivre pour s'échapper du repaire du docteur Müller. Plus encore, le comportement turbulent et exécrable du jeune garçon irrite le capitaine Haddock, qui « accepte de rejoindre le Khemed pour fuir la promiscuité invivable avec le garnement ». Il rejoint en ce sens le personnage de Séraphin Lampion dans la catégorie des « importuns », ce qui est particulièrement manifeste au début de Coke en stock où « sa mauvaise éducation, son insolence et sa nombreuse suite [sont] une véritable tribu d'envahisseurs installée dans le grand salon de Moulinsart ». Selon Cristina Álvares, professeur de littérature à l'université du Minho, « l'intrusion à Moulinsart de personnages intraitables comme Abdallah, Lampion et la Castafiore [font tous] éclater la sphère domestique et la rendent inhabitable ».

### Abdallah ou l'impuissance d'un père

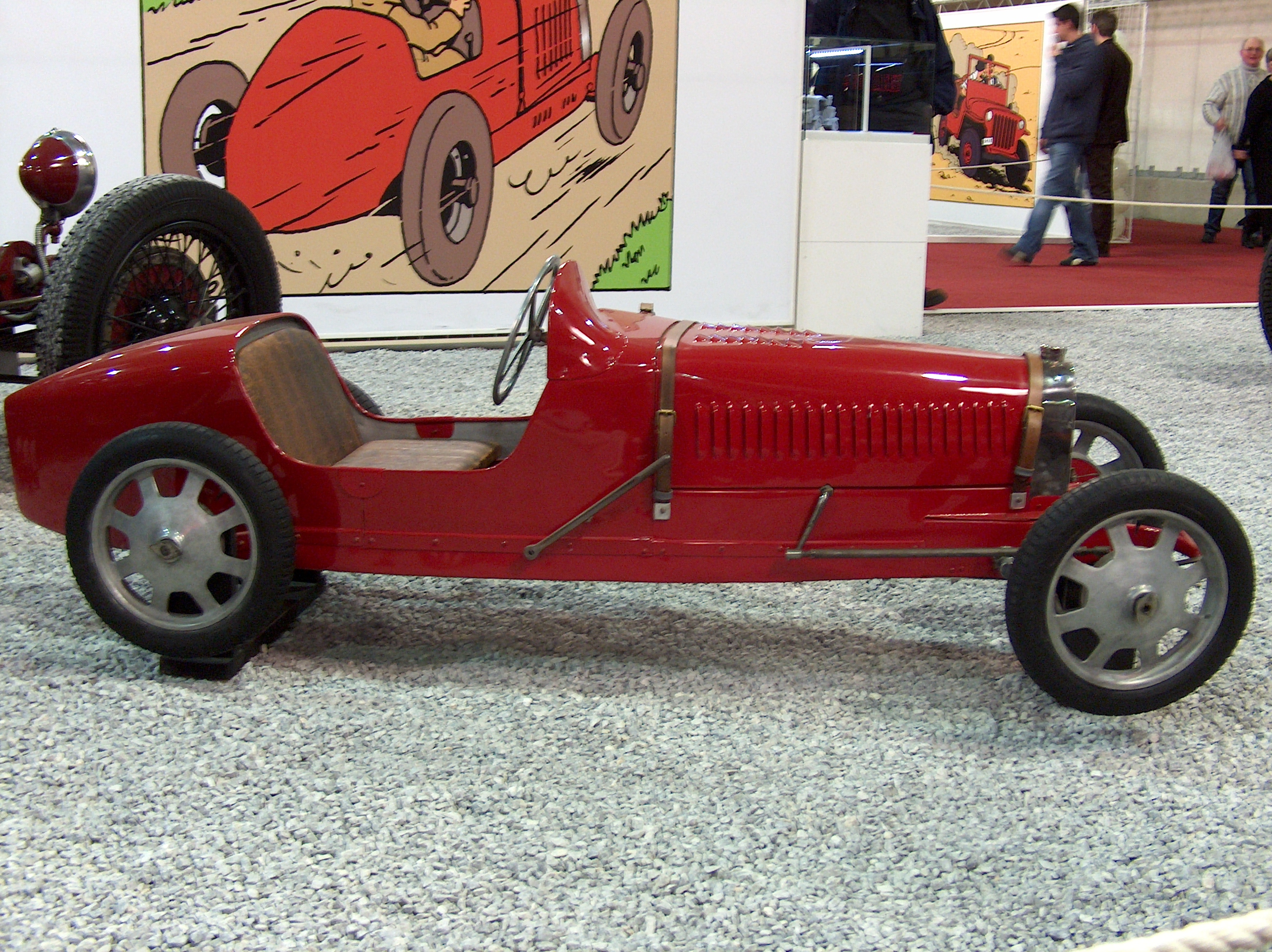
La Bugatti Type 52 offerte par l'émir à Abdallah.

Abdallah, le fils que personne n’aurait "aimé avoir" est tel que pas grand monde n’aurait "aimé être son père". Malgré ses nombreuses facéties, son père ne retire pas l'affection qu'il lui porte et le couvre de cadeaux ou de superlatifs élogieux. La rutilante Bugatti Type 52 qu'il lui offre pour ses 6 ans témoigne de sa démesure. Abdallah est avant tout un enfant gâté dont tous les caprices sont satisfaits et il symbolise à ce titre l'enfant roi qui n'est autre que le « révélateur de la faiblesse de son père ». De fait, l'émir est incapable d'asseoir son autorité sur son propre fils, véritable « prince de la traitrise et de la roublardise ». À travers le caractère d'Abdallah et l'impuissance de son père, Hergé donne une vision du Moyen-Orient largement répandue en Europe au milieu du XXe siècle qui consiste à présenter cette région comme une zone politiquement instable, marquée par les coups d'État et les assassinats, où la faiblesse du pouvoir cède la place aux trafics en tous genres.
Mais pour l'historien Mathieu Bouchard, à l'étude sur l'image du Moyen-Orient dans Tintin doit être ajoutée une étude de sa réception, car la plupart des lecteurs lisent les albums non pas en tenant compte du contexte historique au moment de leur production mais en fonction de celui de leur lecture. Ainsi, en 2004, trois ans après les attentats du 11 septembre, l'écrivain belge Thomas Gunzig déclarait : « Le souvenir de l'infect Abdallah m'est revenu des années plus tard [...]. Je me souviens m'être dit devant les images de feu et de poussière que c'était un coup à lui, qu'avec l'âge il avait troqué le pistolet à eau et le poil à gratter contre des avions, que le capitaine Haddock ne lui en avait pas collé d'assez solides. » Dans son Petit dictionnaire énervé de Tintin, Albert Algoud, qui décrit Abdallah comme « l'archétype du sale gosse capricieux, du môme insupportable qui pousse à bout les adultes », l'assimile ironiquement à un terroriste ami d'Oussama ben Laden.

### Les farces d'Abdallah, un ressort du comique hergéen

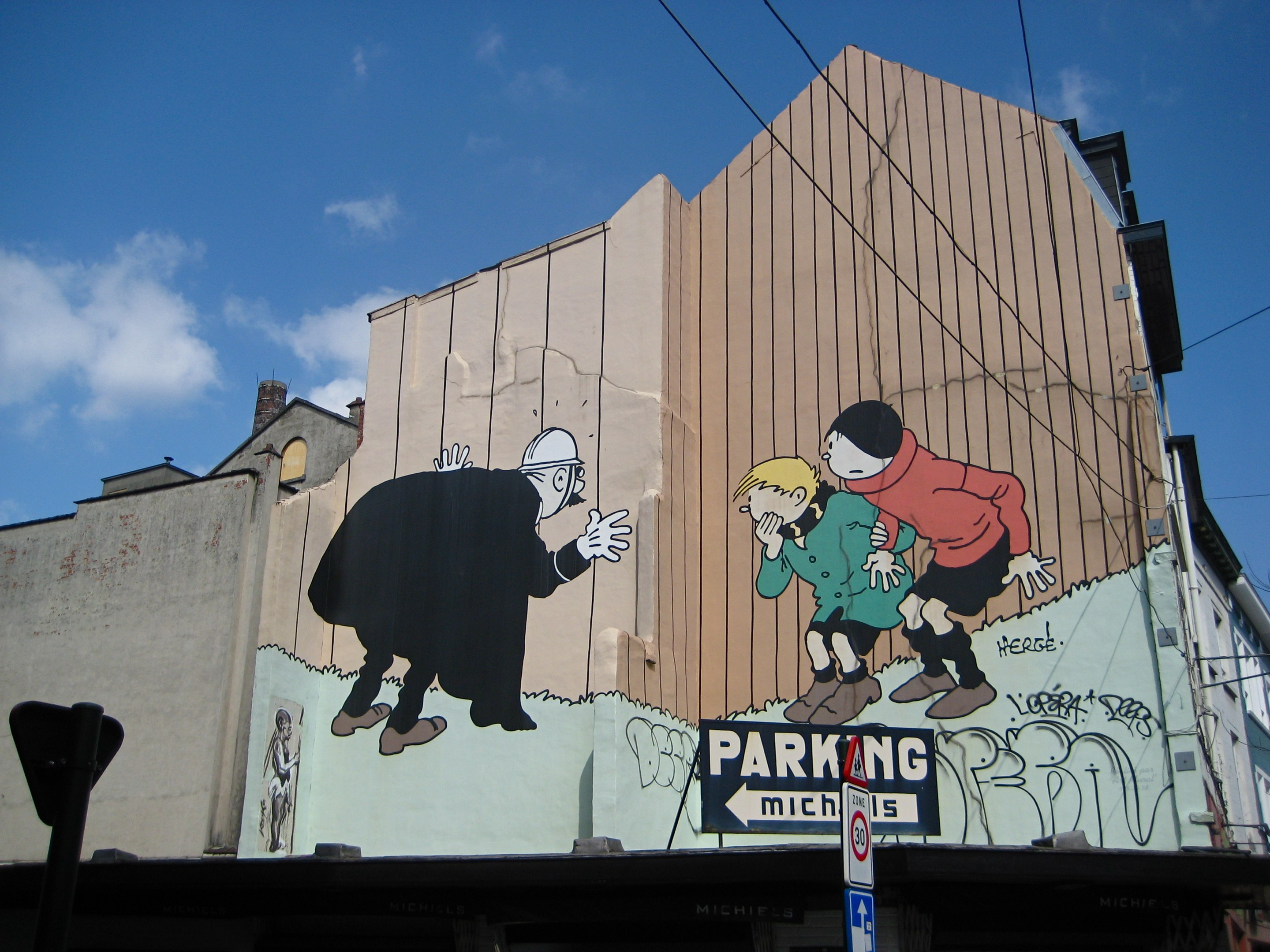
Quick et Flupke, autres enfants farceurs de l'univers d'Hergé.

À l'image d'autres personnages secondaires de la série, comme les Dupondt et Séraphin Lampion, Abdallah rend immédiatement divertissantes les scènes auxquelles il participe. Ainsi, l'historien de la bande dessinée Thierry Groensteen les rassemble dans le « clan des fâcheux » car chacun d'eux forme, à sa manière, un couple comique avec le capitaine Haddock, cible préférée des mauvais coups de ce « magasin de farces et attrapes à lui seul ». Ces personnages hauts en couleur ont en commun une personnalité forte, inscrite dans la mémoire du lecteur dès leur première apparition. Mais alors que les grandes figures du comique hergéen font rire le plus souvent malgré elles, les farces d'Abdallah sont systématiquement méchantes.
À chaque apparition du jeune garçon, le dessinateur multiplie les gags, inspirés le plus souvent de classiques du cinéma burlesque, à l'image du seau d'eau placé en haut d'une porte entrouverte et que le capitaine reçoit sur la tête en entrant dans le château dans Coke en stock. Le mécanisme du rire fonctionne d'autant plus que la victime est surprise de la farce, tandis que le lecteur est le plus souvent préparé au gag. Hergé réutilise aussi certains gags mis en scène dans son autre série, Quick et Flupke.
L'attitude même de l'émir à l'égard de son fils participe du ressort comique du personnage. L'affection qu'il lui porte, en multipliant les surnoms affectueux pour le désigner ont pour pendant les différentes insultes et les supplices qu'il promet d'infliger à ses ennemis. Les revirements du capitaine procèdent de même, quand il le traite de « véritable démon » tout en étant prêt à s'attendrir pour peu qu'il reçoive une marque d'affection du jeune garçon.
Autre ressort comique du personnage, l’opposition de caractère avec Nestor, ligoté à une chaise par Abdallah, qui s'amuse à ses dépens, lors d’une séquence ou Nestor est "anéanti" et ”au delà du bout du rouleau, mais d’un flegme "tellement spectaculaire" que Nestor "aurait pu être un joueur de poker professionnel".

### La place de l'enfant dans l'univers d'Hergé

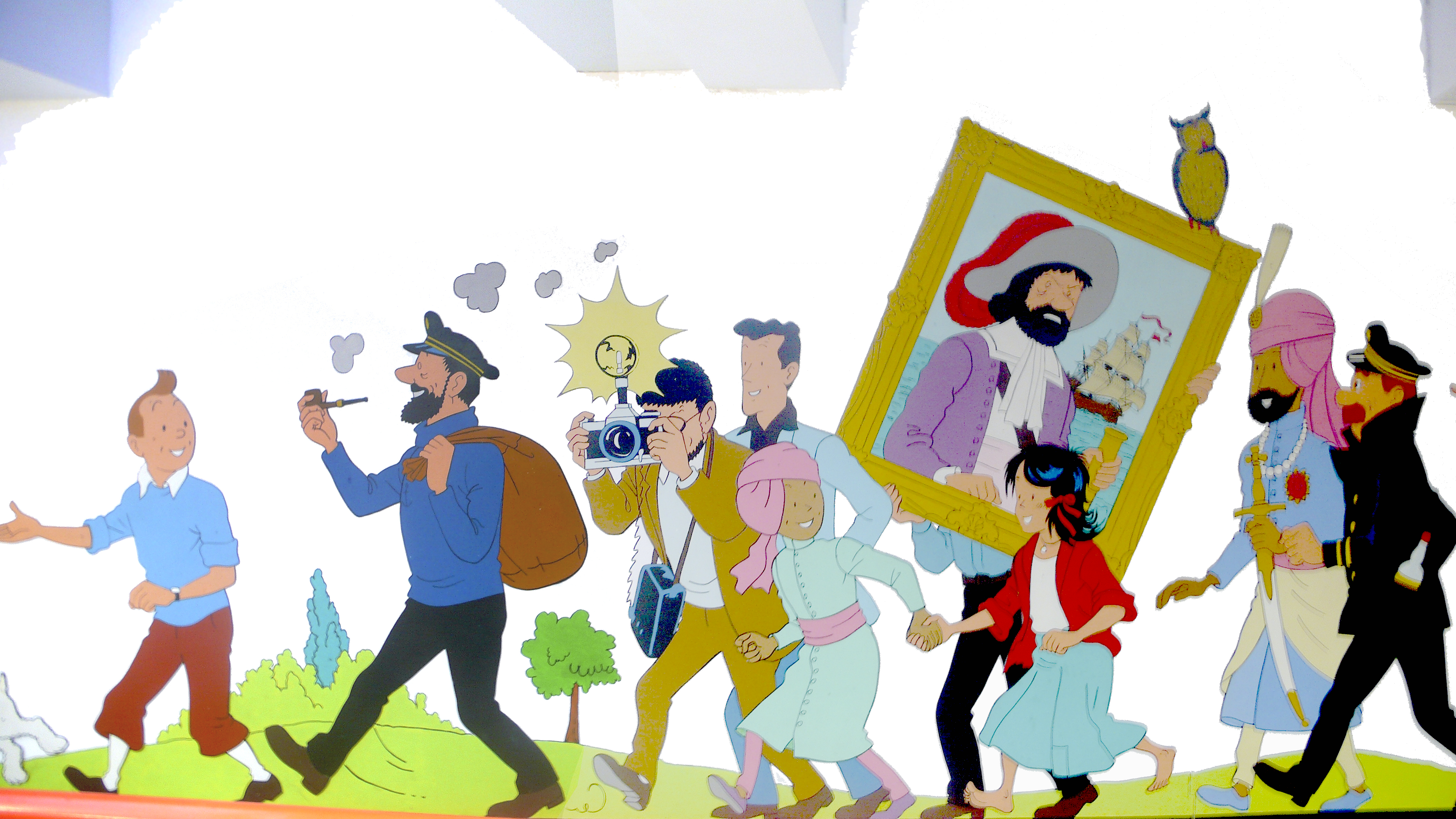
Comme le fils du Maharadjah de Rawhajpoutalah et Miarka (au centre de l'image), Abdallah est un enfant brusquement séparé de ses parents.

Le psychanalyste Serge Tisseron explique la présence de nombreux personnages d'enfants dans Les Aventures de Tintin par le besoin d'identification des jeunes lecteurs. Pour lui, ces personnages d'enfants constituent « le maillon indispensable de toutes les générations présentes dans Tintin ». À ses yeux, Abdallah incarne le « sale gosse », quand Zorrino (Le Temple du Soleil) représente l'enfant prêt à se sacrifier. Serge Tisseron considère que ces figures d'enfants se retrouvent chez certains personnages adultes créés par Hergé, et de ce point de vue, il rapproche Abdallah du milliardaire Laszlo Carreidas dans Vol 714 pour Sydney.
Selon l'hypothèse de Pierre Assouline, l'un des biographes d'Hergé, la présence de nombreux personnages d'enfants dans la série peut aussi s'expliquer par l'impossibilité pour le dessinateur d'en avoir un lui-même.
Sur un autre plan, le thème des enfants brusquement séparés des parents est récurrent dans les Aventures de Tintin. Outre Abdallah, kidnappé dans Tintin au pays de l'or noir, c'est le cas du fils du Maharadjah de Rawhajpoutalah dans Les Cigares du pharaon, de Tchang dans Le Lotus bleu, de Zorrino dans Le Temple du Soleil ou de Miarka dans Les Bijoux de la Castafiore. Selon Cristina Álvares, ces enfants disparus « enclavent un petit drame familial dans l'aventure tintinesque. L'action de Tintin consiste à restituer au père le fils kidnappé ou tout simplement à aider la petite gitane perdue dans le bois à retrouver ses parents. Il agit donc dans le sens de recomposer des familles, lui qui n'en a pas. Son action découle de l'amitié qui le relie directement au père angoissé, pas à l'enfant. […] Le poids traumatique de la séparation est drastiquement réduit, puisque le mineur perdu est rapidement récupéré et réintégré dans la sphère domestique pour le plus grand bonheur de la famille. Objet enlevé à la famille et qui lui est retourné, aucun de ces enfants ne devient un héros, c'est-à-dire un sujet de l'aventure. »

## Interprétation et postérité
Dans la série télévisée d'animation Les Aventures de Tintin, réalisée en 1991 en collaboration entre le studio français Ellipse et la société d'animation canadienne Nelvana, le personnage d'Abdallah est interprété par la comédienne Sophie Arthuys.
Le personnage d'Abdallah, bien que secondaire dans Les Aventures de Tintin, est entré dans la culture populaire. En décembre 2007, à l'occasion de la visite à Paris du dirigeant libyen Mouammar Kadhafi, le journaliste du Monde Dominique Dhombres y fait référence en titrant son article Le petit Abdallah campe à Moulinsart, établissant ainsi un parallèle entre l'installation d'une tente bédouine sur la pelouse de l'hôtel de Marigny à la demande du chef d'État libyen et celle des Bédouins dans le grand salon du château de Moulinsart dans Coke en stock.